# Амамра, Улайя
Улайя Амамра (фр. Oulaya Amamra; род. 12 ноября 1996, Франция) — французская актриса, известная по роли в фильме «Божественные». В мае 2018 на Каннском кинофестивале в рамках программы «Двухнедельник режиссеров» состоялась премьера нового фильма режиссера Ромена Гавраса «Мир принадлежит тебе», в котором Улая снялась вместе с Венсаном Касселем и двукратной номинанткой на «Оскар» Изабель Аджани.

## Биография
Улая Амамра была вовлечена в мир кино с 9-летнего возраста, участвуя в съёмках нескольких проектов, организованных ассоциацией «1000 лиц». В возрасте 12 лет начала посещать еженедельные занятия по театральному мастерству, проходившие в Вири-Шатийон под руководством своей старшей сестры Уды Беньямины, основавшей организацию.
В 2016 году Уда Беньямина пригласила Улаю Амамру на главную роль Дуни в своём дебютном фильме «Божественные». Фильм был представлен в секции «Двухнедельник режиссёров» на 69-м Каннском международном кинофестивале, получив «Золотую камеру» за лучший дебютный фильм. Улая Амамра, вместе со своим партнером по фильму Деборой Люкумуэной, получила приз как лучшая актриса на Карфагенском кинофестивале в Тунисе и Премию «Люмьер» в 2017 году в категории «Лучшая молодая актриса». В этом году она была номинирована как самая перспективная актриса на получение французской национальной кинопремии «Сезар».